# Consolação (distrito de São Paulo)
Consolação é um distrito da região central do município de São Paulo e uma das regiões históricas e culturais mais importantes do município.
Compreende parte do bairro de Vila Buarque, onde está sediada a Irmandade da Santa Casa de Misericórdia de São Paulo, o teatro da Universidade de São Paulo (TUSP) e o Centro Universitário Maria Antônia; parte do bairro de Cerqueira César, onde está o Colégio São Luís.  Também estão dentro do distrito os bairros nobres de Higienópolis e do Pacaembu, tradicionais redutos intelectuais e de famílias descendentes dos grandes cafeicultores do início do século XX onde estão situadas a Universidade Presbiteriana Mackenzie e a Fundação Armando Álvares Penteado
O distrito é atendido pela linhas 2-Verde (Estações Clínicas e Consolação) do Metrô de São Paulo e 4-Amarela (Estações Paulista e Higienópolis-Mackenzie) da ViaQuatro. Futuramente também será atendido pela Linha 6-Laranja da LinhaUni, com a construção das estações Higienópolis–Mackenzie e FAAP–Pacaembu.

## Formação

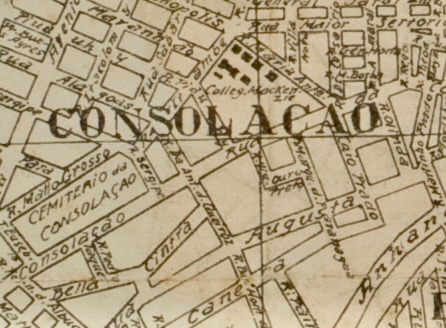
Traçado do distrito, Mapa Oficial da cidade em 1929

Um dos distritos da cidade de São Paulo, é composto pelos bairros da Consolação, Higienópolis, Vila Buarque e Pacaembu. Seu desenvolvimento se deu a partir do Caminho de Pinheiros ou Caminho de Sorocaba, a atual Rua da Consolação, principal via do bairro. Região distante da cidade, havia na época plantações de hortaliças e frutas e foi só por volta de 1779 que um pequeno povoado começou a habitar a região. Eram os devotos de Nossa Senhora da Consolação, que construíram em taipa de pilão uma capela para a santa. A igreja transformou-se na Paróquia Nossa Senhora da Consolação, fundada em 1798. Foi a construção da igreja que trouxe mais moradores para o logradouro que, graças à sua recém-adquirida importância, ganhou atenção do governo da cidade, que construiu ali vias e ruas, possibilitando e facilitando o acesso. Como estava à margem do Caminho de Pinheiros, utilizado pelos condutores de tropas que iam do Largo da Memória a Pinheiros para fechar acordos com negociantes de cidades como Itu e Sorocaba, tem significado histórico para a construção do bairro e da cidade.
Após a construção da igreja, foi criada em 1855 a Irmandade de Nossa Senhora da Consolação e São João Batista, ano em que uma epidemia de cólera atingiu a região. Com o objetivo de “amparar os morféticos que em grande número vagavam pela Província”, a instituição garantiu à igreja um novo significado. Havia, também, cuidado com outras doenças. A ação da Irmandade presenteou-lhe com uma doação da Santa Casa de Misericórdia: um prédio e a prerrogativa de tratar os doentes acometidos pelo mal de Hansen. O aumento de doentes e a iniciativa de tratamento da Irmandade garantiu o crescimento populacional e consequente urbanização da região.

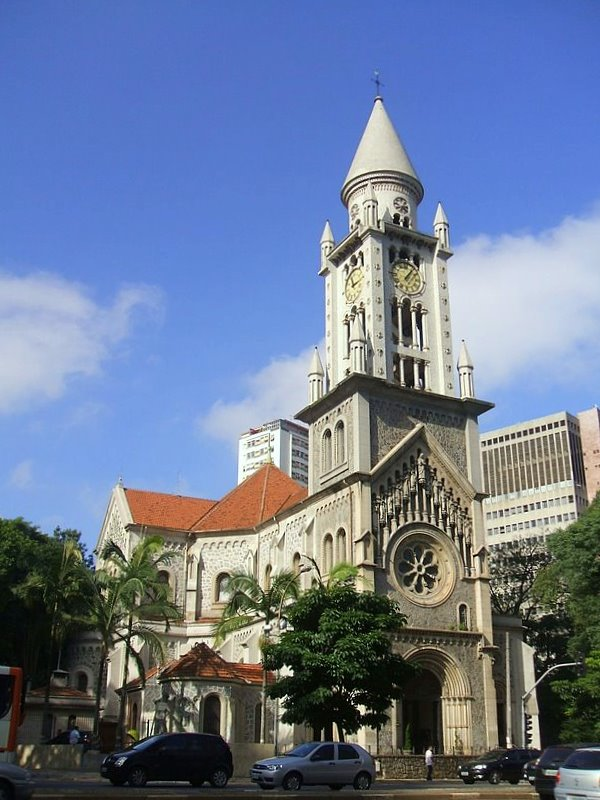
Fachada principal da Igreja da Consolação

Foi o surto de cólera que fez surgir o Cemitério da Consolação, inaugurado em 1858, pois fez-se necessário enterrar as vítimas fatais. A Câmara Municipal escolheu o endereço por estar afastado da população também foi fundamental para a consolidação do bairro. É lá que estão enterrados nomes como Ramos de Azevedo, Oswald de Andrade, Monteiro Lobato e o próprio Caetano de Campos.
Em 1870, com uma população aproximada de 3,5 mil habitantes, a Igreja da Consolação foi elevada a sede da paróquia. Em 23 de março do mesmo ano, o bairro passou a ser denominado distrito. Nas redondezas, instalaram-se famílias abastadas da cidade, que construíram grandes chácaras e surgiram bairros como Higienópolis e Santa Cecília. O surgimento da Avenida Paulista em 1891 também conferiu à Consolação importância, dada a proximidade das duas áreas. A partir de então, o bairro popularizou-se entre os moradores da cidade e ganhou destaque na vida noturna, social e cultural de São Paulo.

## Demografia
Evolução demográfica do distrito da Consolação

## Atualidade

### Bairros
São estes os 4 bairros que compõem o distrito da Consolação:
Cerqueira César (parte)
Bairro nobre onde se encontra a região boêmia do Baixo Augusta. Reconhecido por sua diversidade cultural e vida noturna vibrante, o bairro abriga uma mistura de bares, restaurantes, teatros e espaços culturais, atraindo um público jovem e alternativo. Cerqueira César também é caracterizado por suas ruas arborizadas e por uma arquitetura que combina edifícios históricos com construções mais modernas. Além disso, o bairro oferece fácil acesso a outras áreas da cidade, tornando-se um ponto de encontro para eventos e atividades culturais, classificado pelo CRECI como "Zona de Valor B".
Higienópolis
Bairro nobre conhecido por ser uma das áreas mais altas da cidade, frequentemente referida como Espigão da Paulista, o bairro apresenta um perfil predominantemente residencial, com uma população de alta renda. É famoso por suas ruas arborizadas e arquitetura requintada, que lembram cidades europeias. Além disso, é um centro de segurança, educação, saúde e cultura, oferecendo uma infraestrutura completa que inclui opções de lazer e gastronômicas. O bairro é um dos mais antigos de São Paulo e foi o primeiro a ter encanamento e esgoto na cidade. Higienópolis também abriga uma significativa comunidade judaica, que representa uma parte importante da sua identidade cultural, classificado pelo CRECI como "Zona de Valor A".
Pacaembu
Bairro nobre e bairro-jardim conhecido por suas características residenciais e tranquilidade. Famoso por abrigar o Estádio do Pacaembu, um dos mais tradicionais da cidade, o bairro possui uma rica história e arquitetura de estilo art déco. Além disso, é reconhecido por suas ruas arborizadas e praças, como a Praça do Pacaembu, que proporciona um espaço de lazer para os moradores. O Pacaembu também conta com uma boa oferta de serviços, comércio e opções culturais, tornando-se um local agradável para se viver e visitar, classificado pelo CRECI como "Zona de Valor A".
Vila Buarque (parte)
Bairro conhecido por sua atmosfera boêmia e cultural, o bairro abriga uma mistura de residências e comércios, além de ser o lar de diversas instituições de ensino e culturais. Vila Buarque é famosa por suas ruas tranquilas, que são cercadas por árvores e oferecem um ambiente acolhedor. O bairro também é próximo a importantes avenidas e áreas de entretenimento, facilitando o acesso a uma variedade de opções de lazer, classificado pelo CRECI como "Zona de Valor C".

## Localização

### Limites
- Norte: Rua Doutor Veiga Filho, Rua Jaguaribe (não as inclui).
- Leste: Rua Amaral Gurgel/Elevado Presidente João Goulart, Rua João Guimarães Rosa/Praça Roosevelt, Ligação Leste-Oeste.
- Sul: Rua Avanhandava, Rua Frei Caneca (inclui).
- Sudoeste: Avenida Paulista, Rua da Consolação, Viaduto Okuhara Koei, Avenida Doutor Arnaldo.
- Oeste: Rua Cardoso de Almeida, Rua Almirante Pereira Guimarães, Praça Wendell Wilkie, Avenida Arnolfo Azevedo, Praça Charles Miller, Avenida Pacaembu.